# آی‌ان‌اس دارشاک
آی‌ان‌اس دارشاک (به انگلیسی: INS Darshak) یک کشتی است که طول آن ۸۷٫۸ متر (۲۸۸ فوت ۱ اینچ) می‌باشد. این کشتی در سال ۲۰۰۱ ساخته شد.